# Daniel Nadaud
Daniel Nadaud (París, 6 de diciembre de 1942) es un artista plástico francés.

## Datos biográficos
Daniel Nadaud comenzó su camino artístico en la pintura y expuso por primera vez unos gouaches en 1974, en la Galería Durand Lucien de París, donde expuso siete veces en catorce años.
El trato regular con los arquitectos desde 1978 hasta 1988 le hizo distanciarse de los trabajos de taller.
En 1983, decidió no pintar para dedicarse a construir en el espacio con los materiales presentes en las calles, mercadillos y campos.
En 1985, publicó su primer libro relacionado con su práctica de la litografía, al que siguieron otros muchos (ver sección).
En 1989 se convirtió en profesor en la Escuela de Bellas Artes de Nantes (fr).

"Nadaud tiene predilección por los objetos cotidianos que han perdido su valor de uso: herramientas, equipos agrícolas, instrumentos de medición, adornos ... El los saca a la luz y los mete en escena en las exposiciones con su presencia neta o en el juego de asociación... Todo el trabajo de Nadaud tiende a esta intimidad vivida, soñador y chamarileador de cosas, en la compañía discreta de los recuerdos. "
- Benoit Decron, conservador jefe del Museo de la Abadía de la Santa Cruz (fr), de Les Sables-d'Olonne 

## Exposiciones individuales
Como hemos dicho, Nadaud encadenó siete exposiciones en catorce años en la galería Lucien Durand de París (1975-1977-1980-1982-1983-1986-1987-1989). En 1988 presentó en el Centro de artes contemporáneas de Besançon, la muestra titulada Elogio de lo precario y otros blasones ( «Éloge du précaire & autres blasons»).
La década de 1990 la inició con una muestra en la capilla St Julien del Museo de Laval; a ésta le siguió la titulada Boutures en la galería Fanny Guillon Laffailles (París-1991) , ese mismo año presentó su obra en el Salón de Arte y de peluquería de Bruselas, dirigido por Jean Marchetti; en 1992 se vieron sus obras en Helsinki, presentadas en el Museo Arabia bajo el título de  L'eau régale, también en Lille en la galería Épreuve d'artiste en un evento unificado con el título « la manufacture DN, fascicule 1 ». Fue en 1994 cuando reunió sus obras en el Museo de Bellas Artes de Mulhouse; también, con el título de « L'entrave », en la galería Méteo de París. En 1995, repitió espacios tanto en la Méteo de París como en la Epreuve d'artiste de Lille. El Centro provincial de Arte Contemporáneo de Luxemburgo y el centro de arte "le 19" de Montbéliard fueron sede de sendas exposiciones individuales en 1996, año en que también presentó en la galería Epreuve d'artiste de Lille, « la manufacture DN, fascicule 2 ». El espacio J. González de Arcueil acogió sus obras en 1997 y en 1999 fueron el Centro de Arte Contemporáneo de La Chapelle du Genêteil (fr) en el Castillo Gontier y la galería Corinne Caminade de París las sedes de sus exposiciones.
La década de 2000 la inició con su segunda exposición individual en el Salon d'Art et de coiffure de Bruselas. En 2001 presentó « Filature » en la ENAD-Limoges-Aubusson de Aubusson. De nuevo en la galería épreuve d'artiste de Lille, presentó «Suite pour trois berceuses». A ésta siguieron en 2003 : « La Gricole & sa suite » en el SCOMAM de Laval y « Attention fragile » en la galería del colegio Marcel Duchamp de Châteauroux. En el Centro de Arte Contemporáneo de Pontmain, presentó en 2005 « Blanche, la Gricole ». En la localidad de Les Sables-d'Olonne se pudo ver en 2006, la muestra titulada « Diable ! » instalada en las salas del museo de la Abadía de la Santa Cruz (fr). 2007 fue un año de intensa actividad expositiva con cuatro muestras individuales: « Tintinnabuler » en la galería le salon d'art de Bruselas; « Fil rouge » en la galería frontières de Lille; «Un délicat désastre» en el museo A. & F. Demard & le 19 del museo departamental del Château de Champlitte (fr); y «Partition fantôme» en la Abadía Saint-Jean del Orbestier en Château d'olonne. En la artoteca de Angers presentó en 2008 la muestra titulada « La bataille des champs ».

## Colecciones públicas
Algunas obras de Danaud forman parte de las colecciones públicas francesas, entre otras instituciones sus obras están en: 
los Fondos nacionales de arte contemporáneo (fr), París 
/ Museo de Grenoble / Craft-Limoges / FRAC Alsacia, Sélestat / Sociedad de los amigos del museo nacional de arte moderno Georges Pompidou, París / Biblioteca Nacional de Francia, París / Conseil général de Seine-Saint-Denis / Escuela regional de Bellas Artes de Rouen (fr) / Bibliotecas de la abbé Grégoire en Blois, biblioteca de Bourges, de Limoges y de Laval / Museo de Bellas Artes de Mons, Bélgica / museo de la Abadía de la Santa Cruz (fr), les Sables-d'Olonne / Artothèques de Angers, de Auxerre y de Nantes / Centro del libro de artista, Saint-Yrieix-la-Perche

## Intervenciones en edificios públicos
- 1978 : Marne-la-Vallée, Noisiel : C.E.S. del Luzard, cinco pinturas sobre hormigón especialmente encofrado (arquitectos J. Bernard y F. Soler)
- 1981 : Marne-la-Vallée, grupo escolar de Emerainville / cerámicas, objetos metálicos pinturas y señalética (arquitectos . J. Bernard y F. Soler)
- 1983 : Le Mée-sur-Seine, grupo escolar Jean-Racine / planta: mosaico de 100 m 2 y vagones metálicos suspendidos, iluminados con tubos de neón (arquitecto J.Y. Hellier)
- 1983 : Villejuif, Hospital Paul-Brousse (fr) : servicio del Pr Bismuth / techo de la sala de transferencias y tratamientos y del pasillo que conduce al bloque de los quirófanos.
- 1986 : Sevran, C.E.S. G. Brassens / juego de mesa extendido sobre 36 m (arquitecto J. Bernard)
- 1987 : Évry ville nouvelle, calefacción urbana / pintura de la chimenea (54 m)
- 1993 : Rosny-sous-Bois Centro Nacional de Informaciones Ruteras/ objetos, pinturas, espejos (arquitecto Delecourt)

## Libros
- « L'armoire de bibliothèque » [texto de Alain Nadaud]. Grande Nature. 1985.
- « L'allure mentale » [texto de Bernard Noël]. Hôtel continental. 1986.
- "D'un jour à l'autre» [texto de Michel Butor]. Hôtel continental. 1987.
- « Babil » [texto de Frédéric Valabrègue]. Voix Richard Meier. 1989.
- « Description sans domicile » [poemas de Wallace Stevens]. Le Muy: Ed. Unes. 1989.
- « Ligature » [Daniel Nadaud & Jean Loup Trassard]. Hôtel continental. 1990.
- « Catalogue des armes et instruments de la manufacture D.N. » [fascículo 1 texto de Gilbert Lascault]. Lille: E.A. 13/Alain Buyse. 1992.
- « L'âme-lame » [objeto-litografía]. Nantes: Le petit jaunais. 1993.
- « Feuilles trouvées dans une boîte à outils » [textos de Georges Coppel]. París: L'œil du griffon. 1994.
- « Deux sans barreur » [textos de Jacques Delval]. Le doigt dans l'œil. 1994.
- « Doble siesta » [texto bilingüe de Luis Pérez Oramas]. Limoges: Sixtus. 1994.
- « Catalogue des armes et instruments de la manufacture D.N. » [fascículo 2 textos de Gilbert Lascault]. Lille: E.A. 17 /Alain Buyse. 1995.
- « Le passant de l'Athos » [texto de Bernard Noël]. Bruselas: La pierre d'Alun. 1995.
- « La Gricole » [texto de Pierre Giquel]. Limoges y Centre d'art contemporain del Luxemburgo Belga: Sixtus. 1996.
- « La Gricole et les siens » [texto de Luis Perez-Oramas]. Limoges: Sixtus. 1997.
- « Liquider » [texto de Bernard Lamarche-Vadel]. Limoges: Sixtus. 1998.
- « Eh Oui » [textos de Pierre Giquel]. Le doigt dans l'œil. 1998.
- «Cahier 1». « La bataille des champs ». Le doigt dans l'œil. 1998.
- « Nuit d'été » [texto de Bernard Lamarche-Vadel]. Le doigt dans l'œil. 1999.
- « HANGAR » [texto y tres fotografías originales de Jean Loup Trassard]. Le doigt dans l'œil. 2001.
- « Embarras / Débarras » [textos y litografías de D. Nadaud.]. Limoges - Aubusson: ENAD[3]& Le Doigt Dans l'Œil. 2001.
- « A table » [textos de Jean Follain]. Fata Morgana. 2001.
- « Gilbert lascault & Daniel nadaud sonnent chez Alain Buyse ». Lille: E.A. 22 / Alain Buyse. 2002.
- « La petite âme » [texto de Bernard Noël]. Fata Morgana,. 2003.
- « Partitions » [como suplemento a las instalaciones sonoras en curso]. Le Doigt Dans l'Œil Jusqu'au Coude. 2004.
- « Oubliées » [serie de cinco litografías]. Le Doigt Dans l'Œil Jusqu'au Coude. 2004-2005.
- «  Zoolâtries » [ocho serigrafías / E.A. 24 / Alain Buyse]. Lille. 2006.
- « Délicat désastre » [textos de Bernard Noël & D. Nadaud.]. éd. Le 19. 2007.

## Álbumes a color
- 2005 : « Prinz-métal-colors » ed. musée de Flandre
- 2006 : « Diable ! » ed. musée de l'Abbaye Sainte-Croix, les Sables-d'Olonne & Diabase
- 2007 : « Langue de bœuf » ed. musée A. & F. Demard, arts populaires, château de Champlitte
- 2008 : « Les balles perdues » ed. musée de Flandre